# Шпијунка (отвор)
Шпијунка је мали отвор на вратима, постављен у висини очију, који омогућава особи са изнутра да види шта се дешава споља, док се споља не може видјети шта се дешава унутра. То се постиже кориштењем сочива у систему рибљег ока па особа изнутра има поприлично велико видно поље које сеже чак до 132º. Најновије шпијунке имају уграђене и миникамере које омогућују снимање чак и ноћу захваљујући инфрацрвеним зрацима. Користе се из безбједносних разлога да би се спријечило да непожељне особе уђу у стан или кућу. Алтернатива шпијункама су ланци за врата или системи интерфона. Поред шпијунки на вратима, за потребе шпијунирања постављају се шпијунке у танке зидове. Шпијунке се користе и на вратима затворских ћелија како чувар не би морао да улази унутар ћелије да провјери затвореника, као и на вратима просторија гдје се налазе сефови у банкама. Честа мана шпијунки је могућност одстрањивања са спољашње стране, као и могућност да особа споља види унутра користећи посебна сочива.